# Ponte Nuovo sull'Arno
Il Ponte Nuovo sull'Arno, chiamato comunemente con lo storico nome di Ponte a Signa o Ponte di Signa, è un ponte posto presso l'omonima località che collega i comuni di Lastra a Signa e Signa. Attestato fin dal 1120, è sempre stato l'unico ponte di una certa importanza tra Firenze ed Empoli. È inoltre il più antico dei ponti sull'Arno tra Firenze e Pisa.

## Storia
Nelle Memorie di Pescia si narra di un ponte fatto costruire nel 1120 completamente di legno.
Nel 1278 crollò, e interrotta la comunicazione fra la riva destra e quella sinistra, permise alla pieve di San Martino a Gangalandi di ottenere il fonte battesimale dall'arcidiocesi di Firenze, che fino a quell'anno non era stato concesso dato che era presente nella vicina pieve di Signa.
Il documento della costruzione di un ponte di pietra sull'Arno arrivano nel 1287, dove sullo stemma di Signa viene raffigurato un ponte a sette archi.
Nel Medioevo è stato un grande punto strategico grazie alle vicinanze a Porto di Mezzo, un tempo porto di Firenze, e come via per attraversare l'Arno verso Pistoia e Prato, infatti nel XIII secolo Firenze vi pose una torre difensiva.
Nel 1326 Castruccio Castracani distrusse il ponte dopo avere preso il castello di Signa per evitare che le forze fiorentine potessero avanzare da Lastra a Signa o da San Martino a Gangalandi attraversando Ponte a Signa.
Venne ricostruito nel 1327, poi ci furono restauri nel XV secolo eliminando alcuni archi per permettere il passaggio a navicelli più grandi e infine gli ultimi interventi effettuati nel 1822.
Nel 1944 il ponte venne fatto saltare dai tedeschi in ritirata e poi ricostruito più a monte vicino alla vecchia collocazione dell'oratorio del Crocifisso di Sant'Anna per permettere il passaggio automobilistico nel 1948.

### La passerella sull'Arno
Posta sulle vecchie fondamenta del ponte, ancora visibili, è situata la passerella sull'Arno. Con una classica struttura a travata in cemento armato ha una sua peculiarità architettonica, infatti, nonostante la lunghezza, è molto stretta.

### Galleria d'immagini

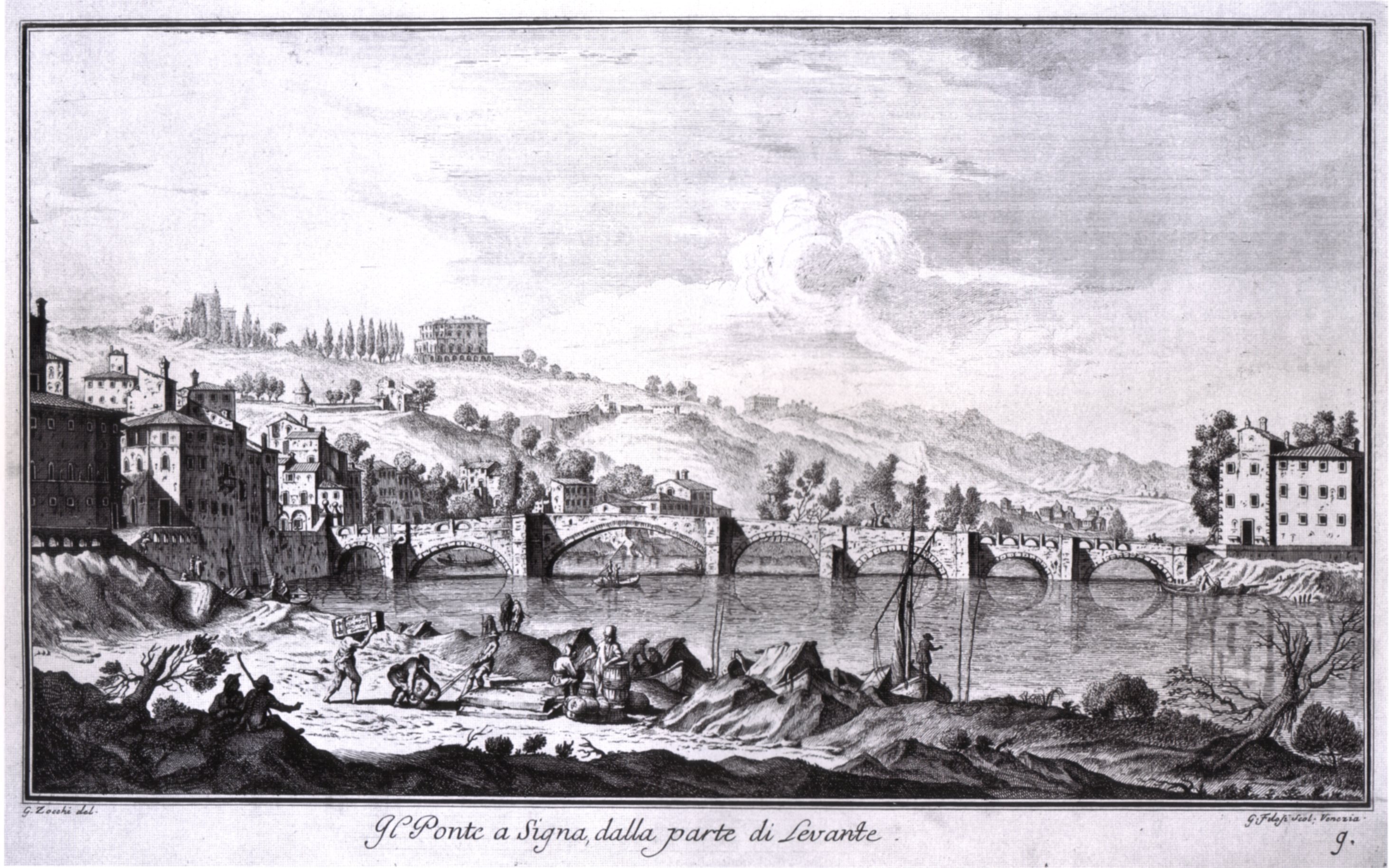
Il ponte di Signa in un'incisione del 1744 di Giuseppe Zocchi, dalla parte di levante
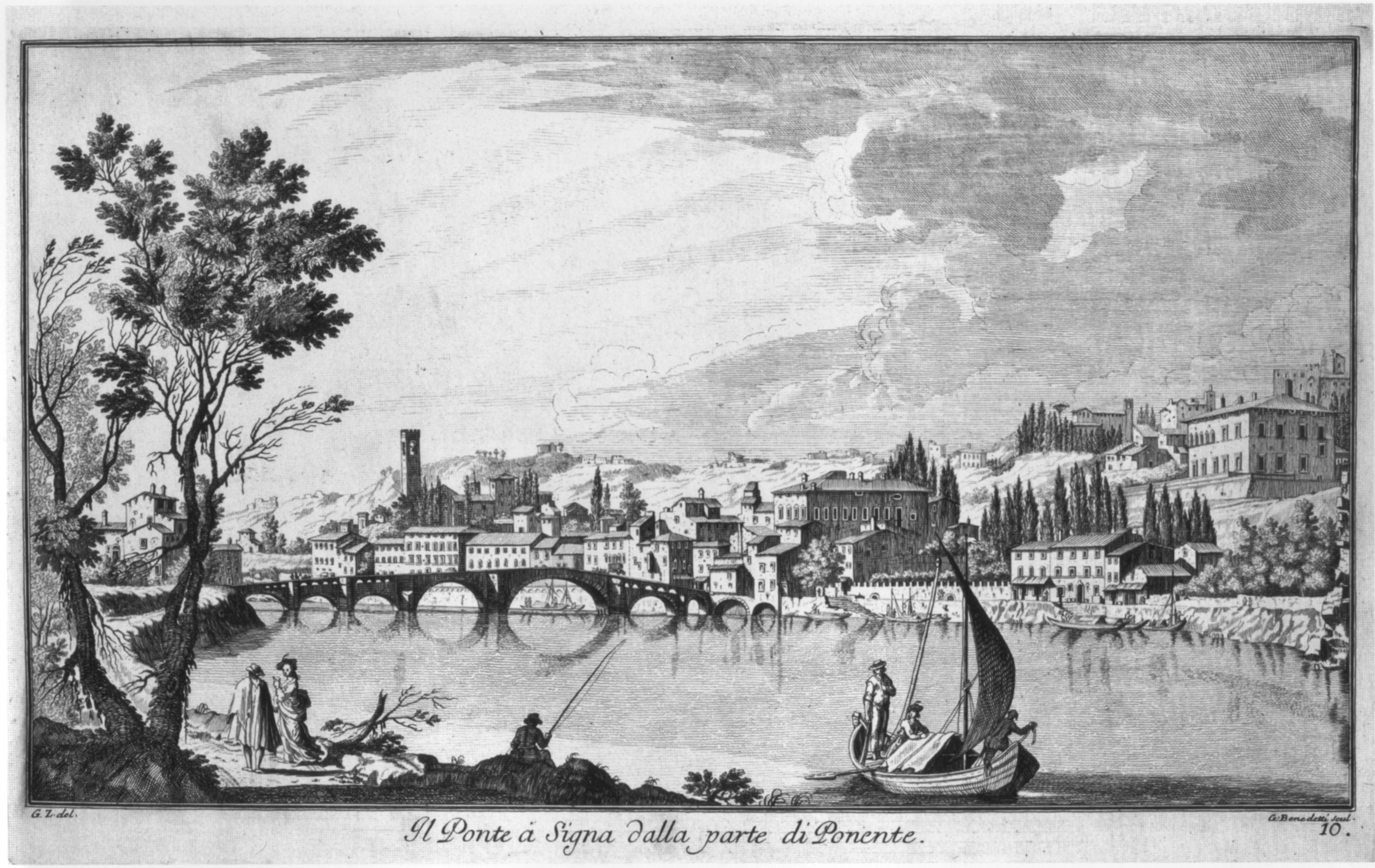
Il ponte di Signa in un'incisione del 1744 di Giuseppe Zocchi, visto dalla parte di ponente, sullo sfondo si nota il campanile della pieve di San Martino a Gangalandi

## Viabilità
La viabilità dei comuni di Lastra a Signa a Signa presenta nelle ore di punta forti congestionamenti del traffico veicolare, soprattutto nella zona del ponte. Questo costituisce infatti un punto nevralgico di infrastrutture viarie dell'area a sud-ovest di Firenze con l'incrocio tra la strada statale 67 Tosco Romagnola, di cui si serve lo svincolo della FI-PI-LI e la ex-strada statale 325 di Val di Setta e Val di Bisenzio. L'inadatta rete stradale urbana cittadina delle Signe si fa carico quindi di circa 24000 veicoli in transito al giorno, assumendo con il passare degli anni "caratteristiche di viabilità sovra-comunale, essendo l’unica possibilità, in prossimità della città di Firenze, di collegamento tra le due rive dell’Arno." L'inadeguatezza a ricevere tali richieste di traffico veicolare ha portato ad ipotizzare con forza, fin dai primi anni 1970, la costruzione di un nuovo ponte sull'Arno che fungesse da bypass per i centri cittadini.
La Regione Toscana finanziò nel 2006 la progettazione della cosiddetta Bretella autostradale Lastra a Signa-Prato - tra l'autostrada A11 Firenze-Mare e lo svincolo di Lastra a Signa della Strada di grande comunicazione Firenze-Pisa-Livorno. Negli anni successivi, in seguito al naufragio dell'oneroso progetto, sono state studiate varie ipotesi e progettate soluzioni successive. Un nuovo ponte sull'Arno dovrebbe essere completato nel 2028.